# Ориентировочная основа действия
Ориентировочная основа действия, ООД — система репрезентаций субъекта о цели, методе и условиях осуществления предстоящего или выполняемого действия.
В изменчивых ситуациях, в которых поведение не может осуществляться посредством стереотипных наследственно-передаваемых форм, главной жизненной задачей становится адекватная ориентировка в значимых элементах поля действия и в их существенных взаимосвязях.
Конструкт создан П. Я. Гальпериным в рамках концепции поэтапного формирования умственных действий, в которой психическая деятельность по своей сути рассматривается как ориентировочная деятельность. Здесь изучение строения, особенностей формирования и условий протекания ориентировочной деятельности является задачей психологической науки.

## Виды ориентировочной основы действия
Успех ориентировочной части действия зависит от содержания ООД. В свою очередь, эффективность ООД зависит от степени общности входящих в нее знаний (ориентиров) и от полноты отражения в них условий, объективно определяющих успешность действия, а также от способа ее получения:
- С точки зрения полноты (достаточности отражаемых в ней условий) выделяют полный, неполный и избыточный виды ООД:

1. Полнота ориентировочной основы действия является объективной, но относительной характеристикой.
2. Несмотря на относительность полноты ориентиров, следует считать следующее: если действие, построенное на некоторой ООД, систематически и безошибочно выполняется в целой области проблемных ситуаций, то ООД считается полной.

- По общности представленных в ней знаний ООД может быть представлена:

1. В частном виде, применимом только для единичного, конкретного случая.
2. В общем виде, отражающего сущность целого класса частных случаев и пригодного для ориентировки в каждом из них.

- По способу получения различают следующие виды ООД:

1. ООД может даваться обучаемому субъекту в готовом виде.
2. ООД может составляться самостоятельно субъектом обучения двумя возможными путями:
  - Через использованные метода «проб и ошибок» в самом процессе выполнения действия. Используется при явно неполной системе условий.
  - Через сознательное применение общего приема (метода), который также может быть получен субъектом обучения в готовом виде вместе с обучающим, или может быть найден им самостоятельно.

Данные различия в общности, полноте и способе получения знаний и условий служат основанием для выделения трех типов ориентировки (схем построения ООД), на которых базируются три типа учения.

## Функции ориентировочной деятельности
- Построение образа поля, ситуации. Внешнего поля - среды. Внутреннего поля - поля собственного состояния физического или душевного.
- Уточнение значения взаимосвязанных элементов этого поля с точки зрения актуальных (доминирующих) потребностей субъекта.
- Обеспечивает рациональный выбор одного из множества возможных исполнений.
- Построение плана решения стоящей перед субъектом проблемы.
- Контроль реализации принятого решения и, в случае необходимости, коррекция как хода решения так и плана, оценок, исходной поставленной задачи.
- Обеспечивает правильное исполнение действия.

## Примеры соотношения времени самого действия и его ориентировочной основы
- При игре в шахматы, стрельбе из лука или снайперской винтовки, ориентировка может занимать до 99% времени. Действием же является простое движение руки.
- При копании ямы, подметании улицы ориентировка происходит обычно не долго, а само действие занимает большую часть времени.
- При обучении первоклассников прописи в разлинованной тетради действием является начертание буквы. Ориентировка представлена выделением опорных точек буквы, в которых линия меняет свое направление.[2][3]